# Unione Sportiva Cremonese 1961-1962
Questa pagina raccoglie le informazioni riguardanti l'Unione Sportiva Cremonese nelle competizioni ufficiali della stagione 1961-1962.

## Stagione
Nella stagione 1961-1962 la Cremonese ha partecipato al campionato di Serie C, girone A, e si è classificata con 31 punti al decimo posto, con solo tre punti sopra la zona retrocessione, il torneo ha visto la promozione della Triestina in Serie B e la retrocessione in Serie D di Pro Vercelli e Bolzano. Il nuovo allenatore edizione 1961-1962 è Enzo Bellini e viene dall'Akragas di Agrigento. Arrivano dal mercato il mediano Renzo Fantazzi dalla Reggiana, la punta Luigi Scarascia dal Modena, il quotato bomber Mario Pasquina dal Trento, che realizzerà 14 reti in campionato, ed il portiere Claudio Bottoni, originario di Bozzolo. La squadra è forte in casa, dove ottiene dodici vittorie, ma è fragile in trasferta, riesce comunque a raggiungere una tranquilla salvezza.

## Rosa
| N. |                   | Ruolo | Calciatore       |
| -- | ----------------- | ----- | ---------------- |
|    | Italia (bandiera) | P     | Claudio Bottoni  |
|    | Italia (bandiera) | A     | Angelo Castoldi  |
|    | Italia (bandiera) | A     | Renato Collazuol |
|    | Italia (bandiera) | C     | Renzo Fantazzi   |
|    | Italia (bandiera) | C     | Erminio Favalli  |
|    | Italia (bandiera) | C     | Orlando Gallesi  |
|    | Italia (bandiera) | D     | Guido Grainer    |
|    | Italia (bandiera) | A     | Italo Mari       |
|    | Italia (bandiera) | C     | Enrico Mizzi     |
|    | Italia (bandiera) | A     | Giacomo Moretti  |

| N. |                   | Ruolo | Calciatore         |
| -- | ----------------- | ----- | ------------------ |
|    | Italia (bandiera) | D     | Massimo Paccini    |
|    | Italia (bandiera) | D     | Daniele Parolini   |
|    | Italia (bandiera) | A     | Mario Pasquina     |
|    | Italia (bandiera) | C     | Franco Ravani      |
|    | Italia (bandiera) | P     | Ugo Sartori        |
|    | Italia (bandiera) | A     | Luigi Scarascia    |
|    | Italia (bandiera) | C     | Riccardo Staffieri |
|    | Italia (bandiera) | C     | Attilio Tassi      |
|    | Italia (bandiera) | A     | Gianpiero Turci    |
|    | Italia (bandiera) | D     | Giancarlo Vasini   |

## Risultati

### Girone di andata
| Arbitro: | Fratti (Mantova) |

|  |           |                   |
|  | Marcatori | 37’, 76’ Mazzotti |

| Arbitro: | Lombardini (Firenze) |

|                        |           |             |
| Santelli 30’ Sadar 62’ | Marcatori | 8’ Pasquina |

| Cremona 8 ottobre 1961 3ª giornata | Cremonese          | 0 – 0 | Pordenone | Stadio Giovanni Zini\| Arbitro: \| Mariotti (Firenze) \| |
| Arbitro:                           | Mariotti (Firenze) |       |           |                                                          |

| Arbitro: | Sarti (Mantova) |

|  |           |              |
|  | Marcatori | 20’ Pasquina |

| Cremona 22 ottobre 1961 5ª giornata | Cremonese        | 0 – 0 | Pro Vercelli | Stadio Giovanni Zini\| Arbitro: \| Laureti (Rimini) \| |
| Arbitro:                            | Laureti (Rimini) |       |              |                                                        |

| Arbitro: | Soravia (Ancona) |

|             |           |  |
| Aggradi 69’ | Marcatori |  |

| Arbitro: | Torcini (Firenze) |

|                                  |           |                   |
| Bertini 61’ (aut.) Scarascia 84’ | Marcatori | 90’ (aut.) Broggi |

| Arbitro: | Pfiffner (Torino) |

|                                    |           |              |
| Giordano 70’ Cucchi 82’ Parodi 90’ | Marcatori | 41’ Castoldi |

| Arbitro: | Pastechi (Pisa) |

|                                    |           |  |
| Pasquina 8’ Moretti 27’ (rig.) 67’ | Marcatori |  |

| Varese 26 novembre 1961 10ª giornata | Varese         | 0 – 0 | Cremonese | Stadio Franco Ossola\| Arbitro: \| Gonella (Asti) \| |
| Arbitro:                             | Gonella (Asti) |       |           |                                                      |

| Cremona 3 dicembre 1961 11ª giornata | Cremonese       | 0 – 0 | Biellese | Stadio Giovanni Zini\| Arbitro: \| Acernese (Roma) \| |
| Arbitro:                             | Acernese (Roma) |       |          |                                                       |

| Arbitro: | Trezza (Verona) |

|                                  |           |                              |
| Bernasconi 11’ Maggioni 12’, 63’ | Marcatori | 18’ Tassi 70’ (rig.) Moretti |

| Arbitro: | Facchini (Firenze) |

|            |           |  |
| Ciruel 40’ | Marcatori |  |

| Arbitro: | Donato (Civitavecchia) |

|                                             |           |  |
| Pasquina 22’ Porra 59’ (aut.) Scarascia 65’ | Marcatori |  |

| Arbitro: | Sarti (Mantova) |

|               |           |  |
| Salvemini 88’ | Marcatori |  |

| Arbitro: | Sanguinetti (Chiavari) |

|                                                         |           |  |
| Pasquina 36’, 46’ Fantazzi 42’ Tosio 53’ Mari Italo 83’ | Marcatori |  |

| Arbitro: | Baldassarre (Udine) |

|                   |           |                |
| Caboni 5’ Rao 60’ | Marcatori | 41’ Mari Italo |

### Girone di ritorno
| Arbitro: | Pignatta (Torino) |

|                                                |           |                     |
| Mazzotti 26’, 88’ Canuti 32’ Padovani 53’, 74’ | Marcatori | 58’ Tosio 62’ Tassi |

| Arbitro: | Palazzo (Palermo) |

|                                  |           |  |
| Castoldi 50’ Pasquina 77’ (rig.) | Marcatori |  |

| Arbitro: | Mariotti (Firenze) |

|                                   |           |  |
| Repetto 68’ (rig.) Del Grosso 88’ | Marcatori |  |

| Arbitro: | Cicconetti (Pordenone) |

|              |           |  |
| Pasquina 15’ | Marcatori |  |

| Arbitro: | Pastechi (Pisa) |

|                                            |           |                              |
| Galimberti 23’, 36’ Peretta 85’ Bosoni 89’ | Marcatori | 7’, 30’ Moretti 62’ Castoldi |

| Arbitro: | Marchiori (Padova) |

|              |           |  |
| Pasquina 46’ | Marcatori |  |

| Arbitro: | Castoldi (Genova) |

|            |           |               |
| Broggi 25’ | Marcatori | 30’ Scarascia |

| Arbitro: | Pisani (Roma) |

|                                         |           |           |
| Castoldi 48’ Moretti 74’ Mari Italo 89’ | Marcatori | 10’ Fazzi |

| Arbitro: | Barolo (Noale) |

|              |           |  |
| Canavesi 14’ | Marcatori |  |

| Arbitro: | Bigi (Padova) |

|                                 |           |                         |
| Pasquina 54’, 75’ Scarascia 80’ | Marcatori | 62’ Volpato 89’ Tellini |

| Arbitro: | Torcini (Firenze) |

|                    |           |               |
| Voltolina 16’, 47’ | Marcatori | 53’ Scarascia |

| Arbitro: | Gardelli (Forlì) |

|                                          |           |                                 |
| Mari Italo 22’ Moretti 24’ Scarascia 35’ | Marcatori | 81’ Bernasconi 85’ (aut.) Mizzi |

| Arbitro: | Frullini (Firenze) |

|              |           |  |
| Pasquina 31’ | Marcatori |  |

| Arbitro: | Di Puccio (Pisa) |

|            |           |  |
| Zerlin 29’ | Marcatori |  |

| Arbitro: | Accomazzo (Vercelli) |

|              |           |                    |
| Pasquina 25’ | Marcatori | 22’, 62’ Salvemini |

| Arbitro: | Vitullo (Campobasso) |

|                        |           |  |
| Rovatti 83’ (rig.) 85’ | Marcatori |  |

| Arbitro: | Tarabori (Lucca) |

|                |           |             |
| Tassi 33’, 35’ | Marcatori | 66’ Gaslini |